# Petit-Verly
Petit-Verly ist eine französische Gemeinde mit 156 Einwohnern (Stand 1. Januar 2022) im Département Aisne in der Region Hauts-de-France (vor 2016 Picardie). Sie gehört zum Arrondissement Vervins, zum Kanton Guise und zum Kommunalverband Thiérache Sambre et Oise.

## Geographie
Die Gemeinde Petit-Verly liegt im Nordwesten der Thiérache, 22 Kilometer nordöstlich von Saint-Quentin. Nachbargemeinden von Petit-Verly sind Mennevret im Nordwesten und Norden, Tupigny im Nordosten, Grand-Verly im Südosten, Vadencourt im Süden sowie Grougis im Südwesten.

## Bevölkerungsentwicklung
| Jahr                       | 1962 | 1968 | 1975 | 1982 | 1990 | 1999 | 2011 | 2022 |
| Einwohner                  | 196  | 199  | 166  | 153  | 150  | 176  | 182  | 156  |
| Quellen: Cassini und INSEE |      |      |      |      |      |      |      |      |

## Sehenswürdigkeiten

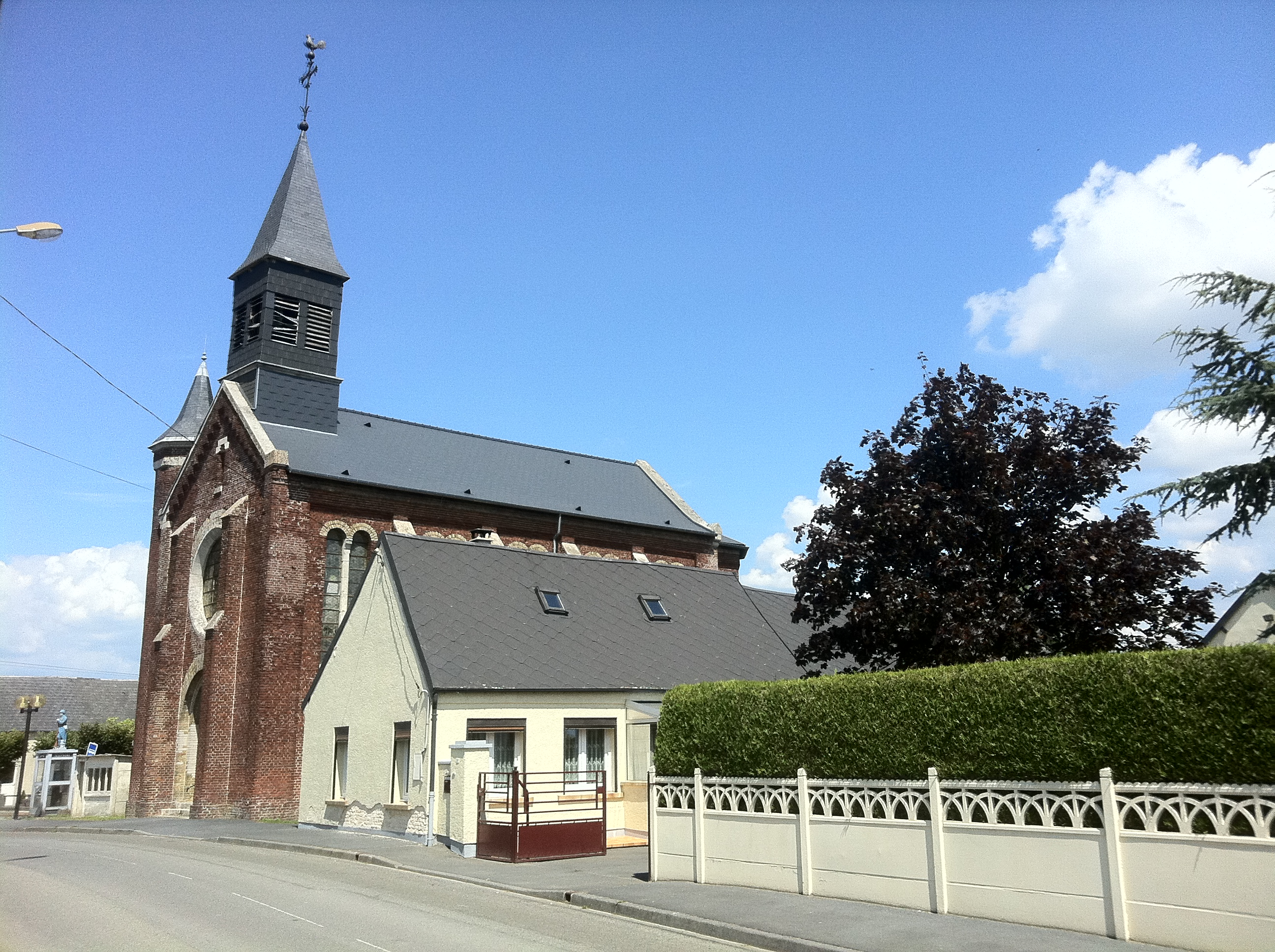
Kirche Saint-Jean-Baptiste

- Kirche Saint-Jean-Baptiste